# Caserne Champerret
La Caserne Champerret est le siège de l'état-major de la Brigade de sapeurs-pompiers de Paris.

## Situation
Implantée dans un bâtiment militaire de forme triangulaire la Caserne Champerret abrite les services administratifs et les unités de commandement de la brigade. Située au no 1 place Jules-Renard, et face à l'esplanade du Général-Casso, dans le 17e arrondissement cette caserne renferme également un centre de secours relevant de la 5e compagnie, et donc du 3e Groupement d'incendie.
Elle porte le nom de Champerret à cause de la proximité de la porte éponyme.